# Rue de Ruffi
Pour les articles homonymes, voir Ruffi.
La rue de Ruffi est une voie marseillaise située dans les 2e et 3e arrondissements de Marseille. 

## Situation et accès
La rue démarre à l’intersection avec l’avenue Camille-Pelletan et la rue d'Amiens dans le quartier de la Villette. Elle traverse en ligne droite le nord de ce même quartier et se termine à l’intersection avec les rues d'Anthoine et Cazemajou. Cette dernière prolonge son axe jusqu’au chemin de la Madrague-Ville.
Elle longe sur son passage de nombreux nouveaux bâtiments issus de l’opération de rénovation urbaine Euroméditerranée.

## Origine du nom
La rue doit son nom à Louis Antoine de Ruffi (1657-1724), historien de Marseille et fils d’Antoine de Ruffi (1607-1689), historien également. 

## Historique
La rue est classée dans la voirie de Marseille le 6 juillet 1859.
Son nom actuel est attribué à la voie par délibération du conseil municipal en date du 25 avril 1868.
Dès 2010, la section entre la rue Désirée-Clary et la rue Melchior-Guinot est supprimée pour laisser place au nouvel hôpital européen de Marseille inauguré en 2013, qui occupe ce terrain. Elle est divisée en deux parties depuis.

## Bâtiments remarquables et lieux de mémoire
- Au numéro 6 se trouvent les jardins de Ruffi.
- L’entrée principale de l’hôpital européen ainsi que la station de métro Désirée Clary se situent à l’intersection avec la rue Désirée-Clary.
- À l’angle avec la rue Mirès se trouve l’église Saint-Martin-d’Arenc.
- Au numéro 92 se trouve l’école élémentaire Ruffi.